# Тиранець зелений

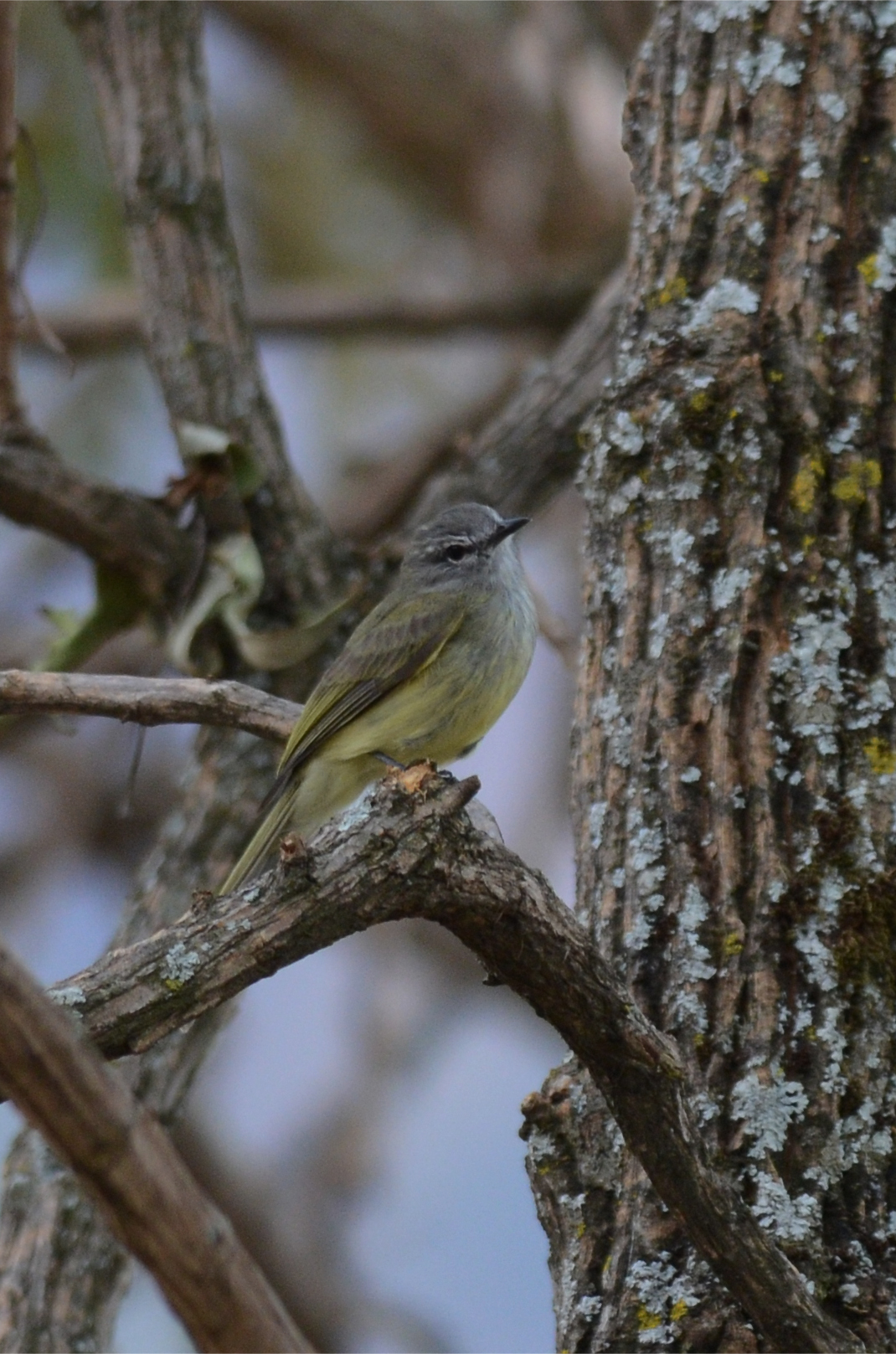
Зелений тиранець

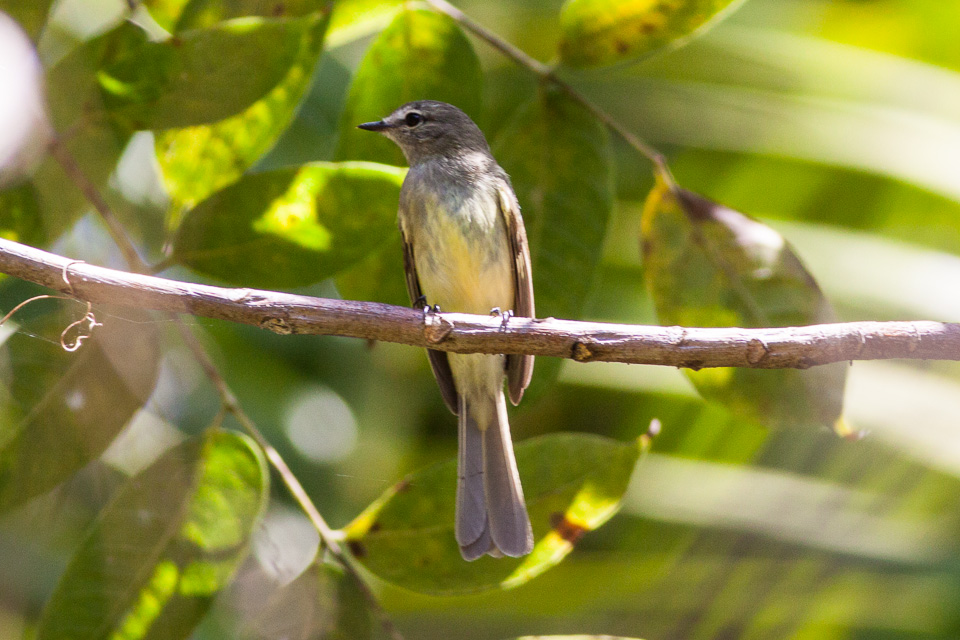
Зелений тиранець

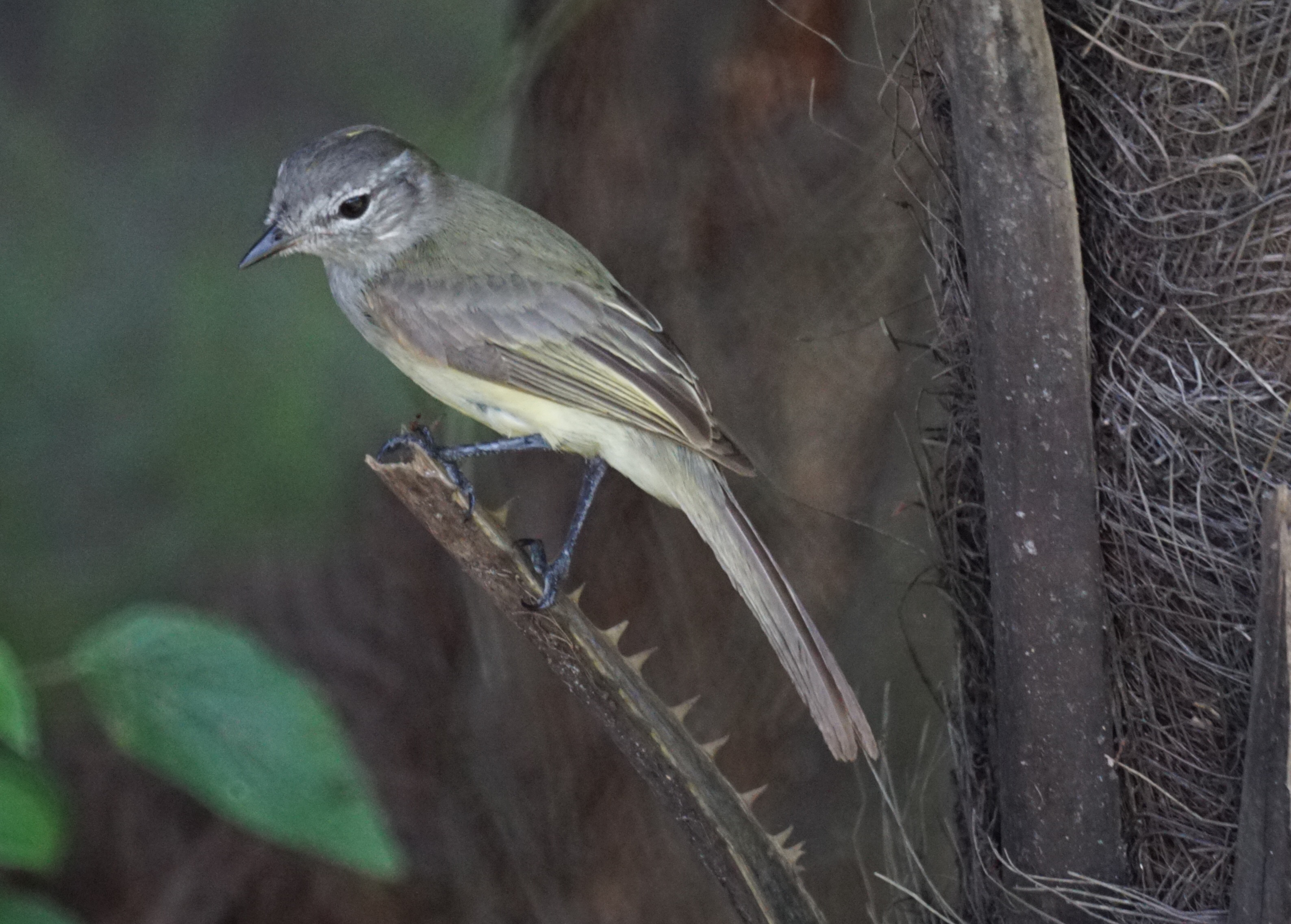
Зелений тиранець

Тира́нець зелений (Myiopagis viridicata) — вид горобцеподібних птахів родини тиранових (Tyrannidae). Мешкає в Мексиці, Центральній і Південній Америці. Виділяють низку підвидів.

## Підвиди
Виділяють десять підвидів:
- M. v. jaliscensis Nelson, 1900 — південно-західна Мексика (від Сіналоа і Дуранго до Герреро);
- M. v. minima Nelson, 1898 — острови Лас-Трес-Маріас[es] (біля західного узбережжя Мексики);
- M. v. placens (Sclater, PL, 1859) — від східної Мексики (Тамауліпас) до східного Гондурасу, зокрема на острові Косумель;
- M. v. pacifica (Brodkorb, 1943) — від південної Мексики (Чіапас) до західного Гондурасу;
- M. v. accola Bangs, 1902 — від Нікарагуа до Панами, на півночі Колумбії та на заході Венесуели;
- M. v. pallens Bangs, 1902 — північна Колумбія (Сьєрра-Невада-де-Санта-Марта);
- M. v. restricta Todd, 1952 — північна і центральна Венесуела та Гаяна;
- M. v. zuliae Zimmer, JT & Phelps, 1955 — Сьєрра-де-Періха;
- M. v. implacens (Sclater, PL, 1862) — південно-західна Колумбія (Нариньйо) і західний Еквадор;
- M. v. viridicata (Vieillot, 1817) — від південно-східного Перу до східної Болівії, східного Парагваю, північної Аргентини, південно-східної і східної Бразилії.

## Поширення і екологія
Зелені тиранці мешкають в Мексиці, Гватемалі, Белізі, Гондурасі, Сальвадорі, Нікарагуа, Коста-Риці, Панамі, Колумбії, Венесуелі, Гаяні, Бразилії, Еквадорі, Перу, Болівії, Парагваї і Аргентині, спостерігалися на півдні США в Техасі. Вони живуть у вологих і сухих тропічних лісах, в чагарникових заростях і на плантаціях. Зустрічаються на висоті до 2500 м над рівнем моря.